# 신세계I&C
신세계I&C (Shinsegae Information & Communication Inc.)는 신세계그룹의 계열사이자 대한민국의 IT 기업이다. 본사는 서울특별시 중구 남대문시장10길 2에 위치해 있으며 대표이사는 양윤지이다.

## 같이 보기
신세계그룹

## 참고문헌
1. ↑  신세계I&C, 글로벌 유통전시회서 AI비전 셀프계산대 솔루션 공개, 조선비즈, 2024.01.16
2. ↑  신세계I&C, 지급수수료 탓에 수익성 '주춤', 딜사이트, 2023.08.04
3. ↑  신세계I&C “내년 생성형AI 기반 서비스 출시해 시장 공략”, 서울경제, 2023.12.29
4. ↑  “신세계아이앤씨 새 대표이사에 양윤지 상무”. 2025년 3월 17일.